# Трояни (Краснинський район)
Трояни (рос. Трояны) — село в Краснинському районі Смоленської області Росії. Входить до складу Октябрьського сільського поселення.
Населення — 2 особи (2007).

## Розташування
Розташоване в західній частині області за 15 км на південь від районного центру, смт Красний, за 34 км на південь від залізничної станції Гусіно на лінії Москва — Смоленськ

## Історія
Станом на 1885 рік у колишньому власницькому селі Мігновицької волості Краснинського повіту Смоленської губернії мешкало 179 осіб, налічувалось 25 дворових господарств, існували православна церква й богодільня.
У роки Німецько-радянської війни село окуповано гітлерівськими військами у липні 1941 року, звільнено у вересні 1943 року.